# Iaspis ornata
Espèce
Iaspis ornata est une espèce de lépidoptères (papillons) de la famille des Lycaenidae et de la sous-famille des Theclinae.

## Dénomination
Iaspis ornata a été décrit par George Austin (d) et Kurt Johnson (d) en 1996 .

## Description
Iaspis ornata est un petit papillon aux antennes et aux pattes annelées de blanc et de noir, avec deux fines queues, une longue et une très longue à chaque aile postérieure.
Le dessus du mâle est bleu métallisé finement bordé de marron avec aux ailes antérieures une tache marron proche du milieu du bord costal, celui de la femelle est beige foncé.
Le revers est blanc grisé orné aux ailes antérieures de deux fines lignes marron et aux ailes postérieures deux taches rouge et deux gros ocelles rouge pupillés de noir surmontés d'un chevron blanc souligné de marron, entre les deux queues et à l'angle anal.

## Écologie et distribution
Iaspis ornata est présent au Brésil et en Guyane,,.

### Protection
Pas de statut de protection particulier.